# Cottonwood (Alabama)
Cottonwood es un pueblo ubicado en el condado de Houston en el estado estadounidense de Alabama. En el censo de 2000, su población era de 1170. 

## Demografía
En el 2000 la renta per cápita promedia del hogar era de $ 21.452$ , y el ingreso promedio para una familia era de 32.065$. El ingreso per cápita para la localidad era de 13.111$. Los hombres tenían un ingreso per cápita de 25.833$ contra 15.515$ para las mujeres.

## Geografía
Cottonwood está situado en 31°3′13″N 85°18′9″O / 31.05361, -85.30250 (31.053646, -85.302409).
Según la Oficina del Censo de los EE. UU., la ciudad tiene un área total de 5.51 millas cuadradas (14.28 km ²).